# شارلوت بينغهام
شارلوت بينغهام (بالإنجليزية: Charlotte Bingham)‏ (29 يونيو 1942 في المملكة المتحدة)؛ كاتبة سيناريو وروائية بريطانية.

## روابط خارجية
- شارلوت بينغهام على موقع IMDb (الإنجليزية)
- شارلوت بينغهام على موقع قاعدة بيانات الأفلام السويدية (السويدية)
- شارلوت بينغهام على موقع قاعدة بيانات الفيلم (الإنجليزية)
- شارلوت بينغهام على موقع كينوبويسك (الروسية)